# Landwasserviadukt
Das Landwasserviadukt ist eine 65 Meter hohe und 136 Meter lange Eisenbahnbrücke im Netz der Rhätischen Bahn in der Nähe des Bahnhofs Filisur und gilt als ein Wahrzeichen der Bahngesellschaft. Rund 22’000 Züge überqueren pro Jahr das Viadukt, täglich sind es rund 60. Das Viadukt gehört als Bestandteil der Albulabahn seit dem 7. Juli 2008 zum UNESCO-Weltkulturerbe. Unter den KGS-Nr. 03009 und 10499, da es sich auf zwei Gemeindegebieten befindet, ist es auf der Liste Kulturgut von nationaler Bedeutung im Kanton Graubünden als «Schmittentobel-Landwasserviadukt der Rhätischen Bahn» zweimal verzeichnet.

## Lage
Die aus dunklem Kalkstein erbaute Brücke liegt an der Strecke von Tiefencastel (in den Plessur-Alpen) nach Filisur (in den Albula-Alpen) im Schweizer Kanton Graubünden bei Streckenkilometer 63,070. Die Brücke steht auf Gemeindegebiet von Bergün Filisur und Schmitten.
Das Landwasserviadukt ist auf der Fahrt von Alvaneu her von weitem zu sehen. Zuerst wird der Schmittener-Tobel-Viadukt befahren, der ebenfalls eine beachtliche Grösse hat. In der Kurve auf der Brücke kann man die Fahrt des Zuges in den Landwassertunnel beobachten. Die Bahnstrecke von Davos nach Filisur vereinigt sich kurz vor dem Bahnhof mit der Tiefencastel-Linie und gewährt den Reisenden die Sicht aus nordöstlicher Richtung auf das Bauwerk.
Von der Strasse Alvaneu–Filisur zweigt bei der Brücke über das Landwasser ein Fussweg ab, über den man in zehn Minuten bis an das Fundament des Viadukts gelangen kann.

## Beschreibung
Die Bahntrasse weist im Bereich des Viaduktes eine Steigung von 20 Promille und im Grundriss einen Kreisbogen mit einem Radius von 100 Metern auf. Das Landwasser wird mit sechs 20 Meter weit spannenden Gewölben überbrückt, die auf fünf hohen Pfeilern ruhen. Die Pfeiler haben 23,5 Meter Achsabstand. Das südöstliche Widerlager der Brücke liegt mitten in einer hohen Felswand, und die Gleise führen direkt in den 216 m langen Landwassertunnel. Das Mauerwerk umfasst rund 9200 Kubikmeter und ist mit Kalkdolomit verkleidet.

## Bau

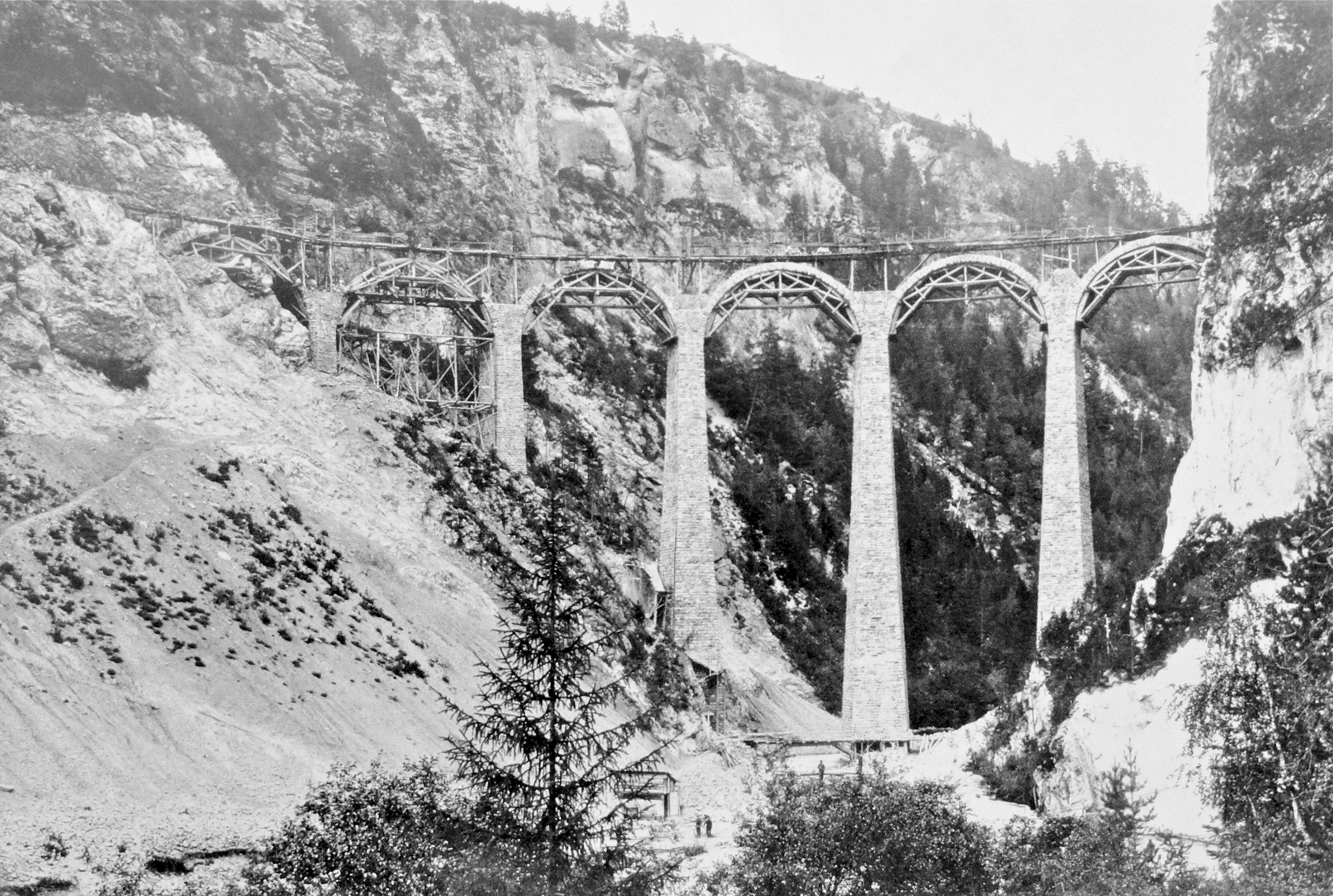
Bau des Viadukts im September 1902

Den Bau der Brücke übernahm im März 1901 die Firma Müller & Zeerleder, Ingenieur war Alexander Acatos. Bereits im Oktober des folgenden Jahres konnten die ersten Züge das Bauwerk befahren. Während der Bauzeit wurde von der etwa 800 m entfernten Albula-Strasse und einem etwa 500 m flussabwärts gelegenen Kalksteinbruch ein Feldbahngleis zur Baustelle verlegt. In der Nähe des Steinbruches stand eine Werkstätte für diese Feldbahn. Die Besonderheit war, dass die drei Hauptpfeiler aus Kostengründen und wegen der Hochwassergefahr der Landwasser ohne Gerüst aufgemauert wurden; das war zu dieser Zeit sehr aussergewöhnlich. Um ohne Gerüst auszukommen, wurde in jedem Turm innen ein eiserner Stützturm aufgestellt, der mit eingemauert wurde. An dieser Eisenkonstruktion wurde jeweils eine Kranbrücke angehängt. Mit zunehmender Bauhöhe wurde der eiserne Turm nach oben verlängert und die Kranbrücke weiter nach oben gezogen. Mit einer elektrischen Winde an der Kranbrücke konnte das Material dann nach oben gehievt werden. Die Baukosten betrugen seinerzeit 280’000 Schweizer Franken (kaufkraftbereinigt heute rund 3,6 Millionen CHF).

## Sanierung
Nach 106 Jahren war im Jahre 2009 eine Instandsetzung erforderlich. Im Sommer 2009 wurde das gesamte Viadukt während des laufenden Betriebs saniert. Die Kosten betrugen 4,6 Millionen Schweizer Franken. Für die Dauer der Sanierung wurde das gesamte Viadukt einschliesslich aller Pfeiler mit einem Gerüst versehen. Die Sanierung erfolgte so, dass für den Betrachter, abgesehen von einer Aufhellung, am Bauwerk keine Veränderung zu erkennen ist. Dies war auch deshalb notwendig, weil das Landwasserviadukt seit Juli 2008 in die Liste des UNESCO-Weltkulturerbes aufgenommen ist und daher keine Veränderungen am Landschaftsbild zugelassen sind. Die gesamten Fugen des Mauerwerkes wurden durch Injektionen von aussen verstärkt, wobei das Mauerwerk auch nach über 100 Jahren Betriebszeit noch in tadellosem Zustand ist. Der Betontrog wurde seitlich mit Granit-Mauerwerk verblendet, so dass der Beton von der Seite beim Blick auf das Viadukt nicht zu sehen ist. Ausserdem wurde auf der Brücke der Oberbau erneuert, statt der bisher verwendeten Stahl- wurden Betonschwellen mit Oberbau W eingebaut. Trotz der aufwändigen Arbeiten, die mehrere Monate dauerten und im Schichtbetrieb Tag und Nacht erfolgten, konnten alle Züge fahrplanmässig verkehren. Etwa ein Viertel der Arbeiten erlaubten keinen Zugverkehr, sie wurden in der Nacht erledigt. Damit die Brücke auch während der Erhärtungszeit der frisch betonierten Abschnitte befahrbar war, wurden diese jeweils mit Behelfsbrücken überspannt. Im Baustellenbereich mussten die Lokführer die Geschwindigkeit auf 10 km/h reduzieren. Für die Sanierung waren rund 24’000 Arbeitsstunden notwendig, sie dauerte acht Monate. Baubeginn war der 9. März. Zunächst erfolgte die Einrüstung, welche aufgrund des Umfangs mehrere Wochen in Anspruch nahm.

## Galerie

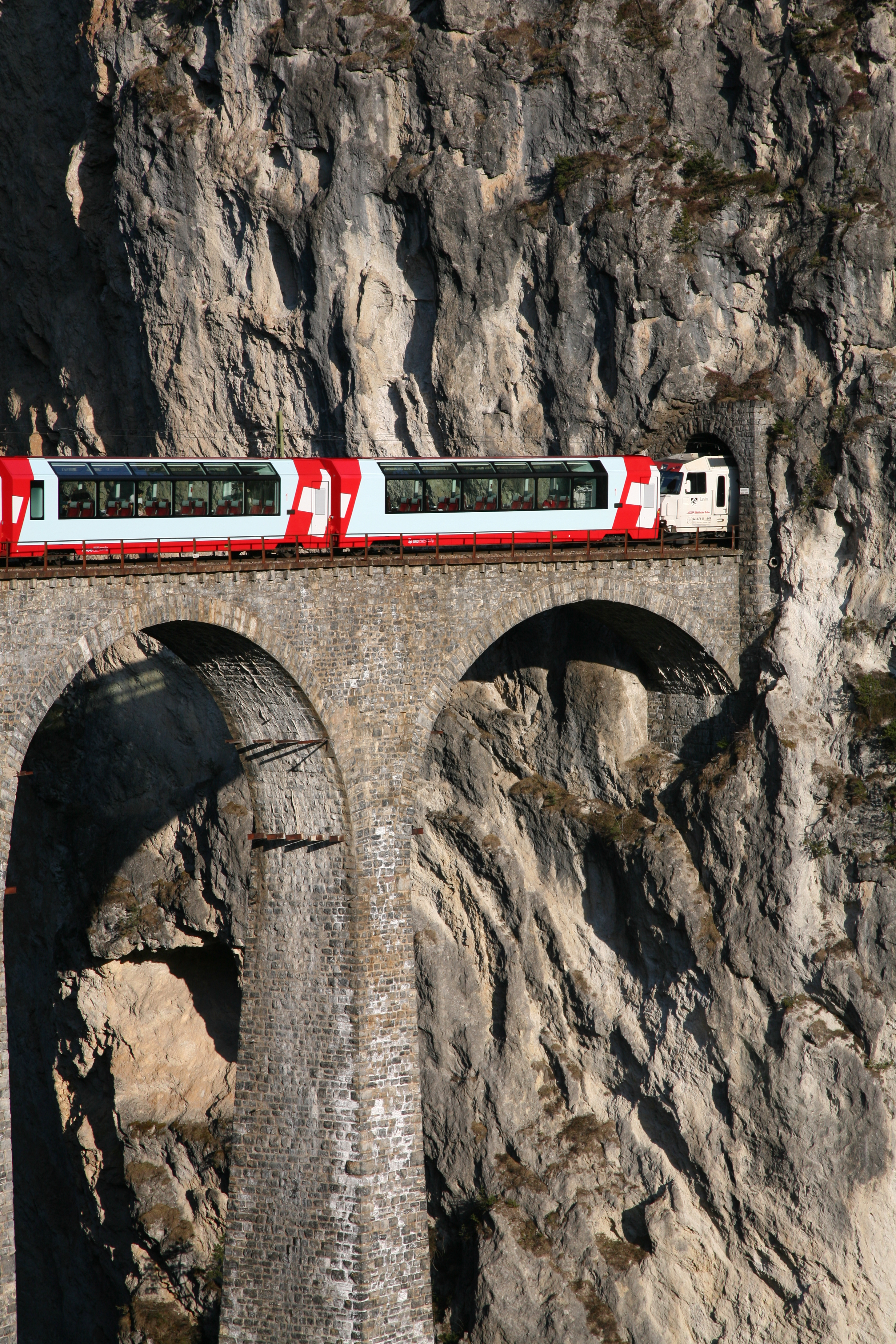
Panoramawagen des Glacier Express bei der Einfahrt in den Landwassertunnel
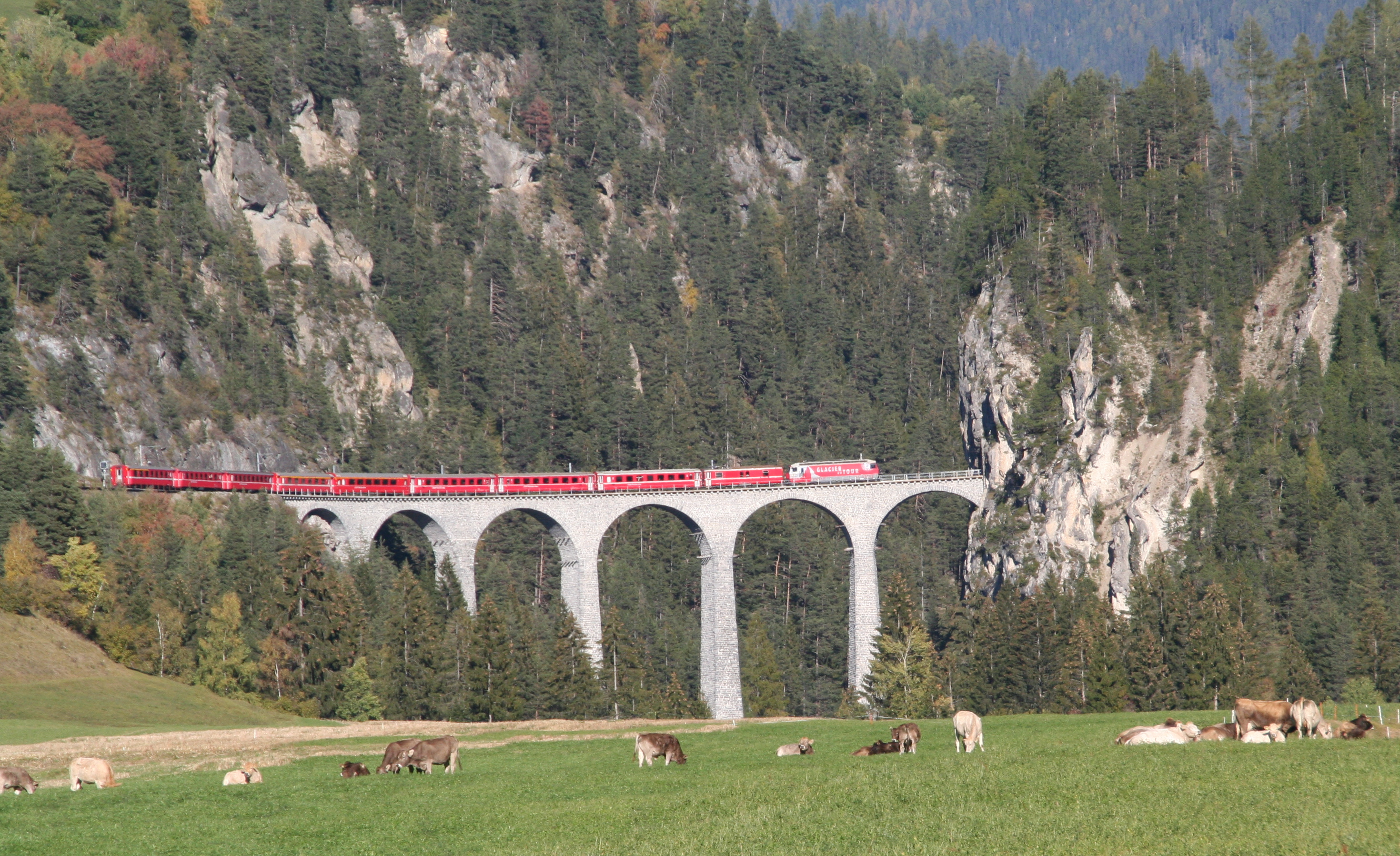
Ansicht von der Strasse her
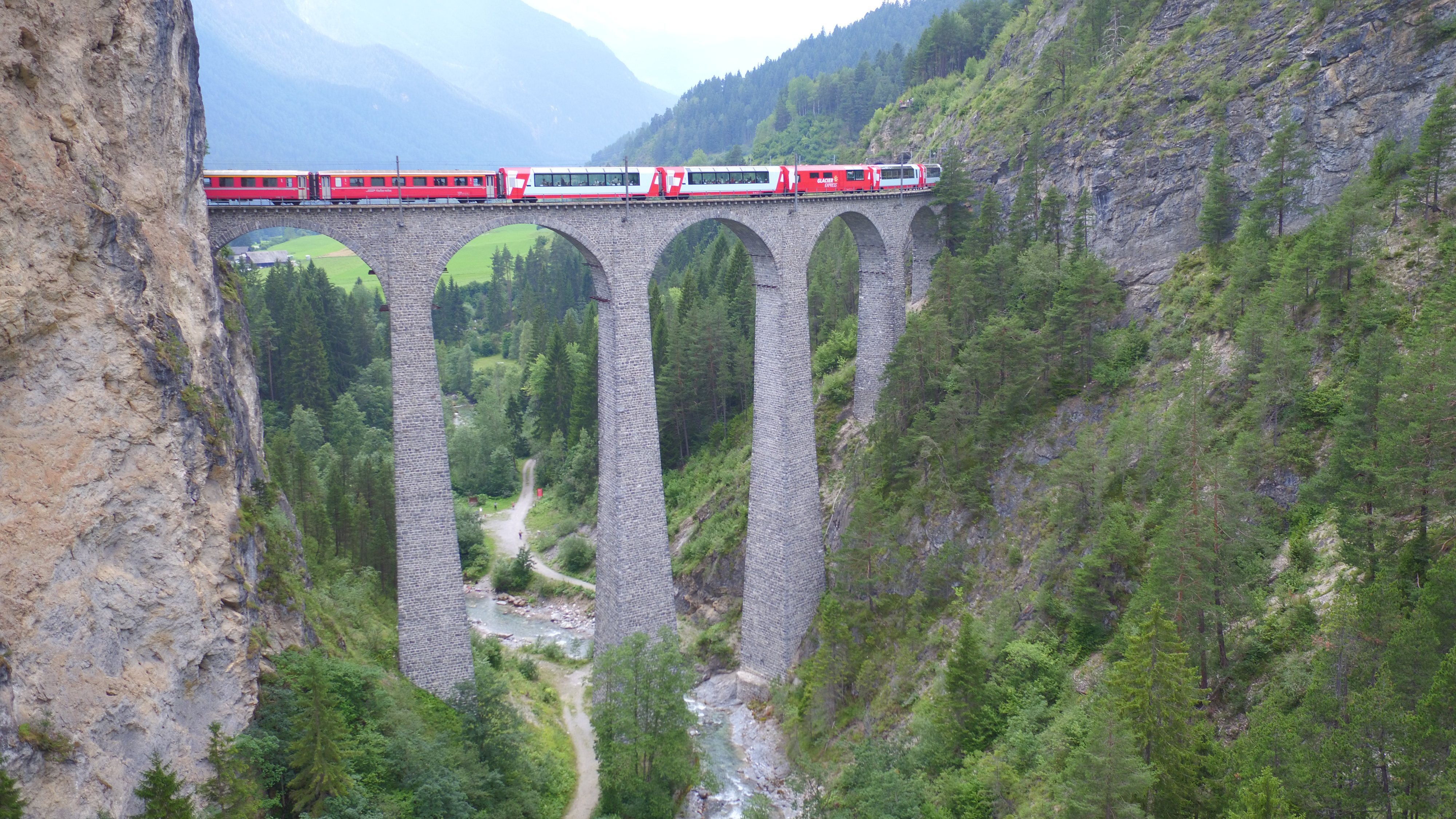
Ansicht von Nordosten her
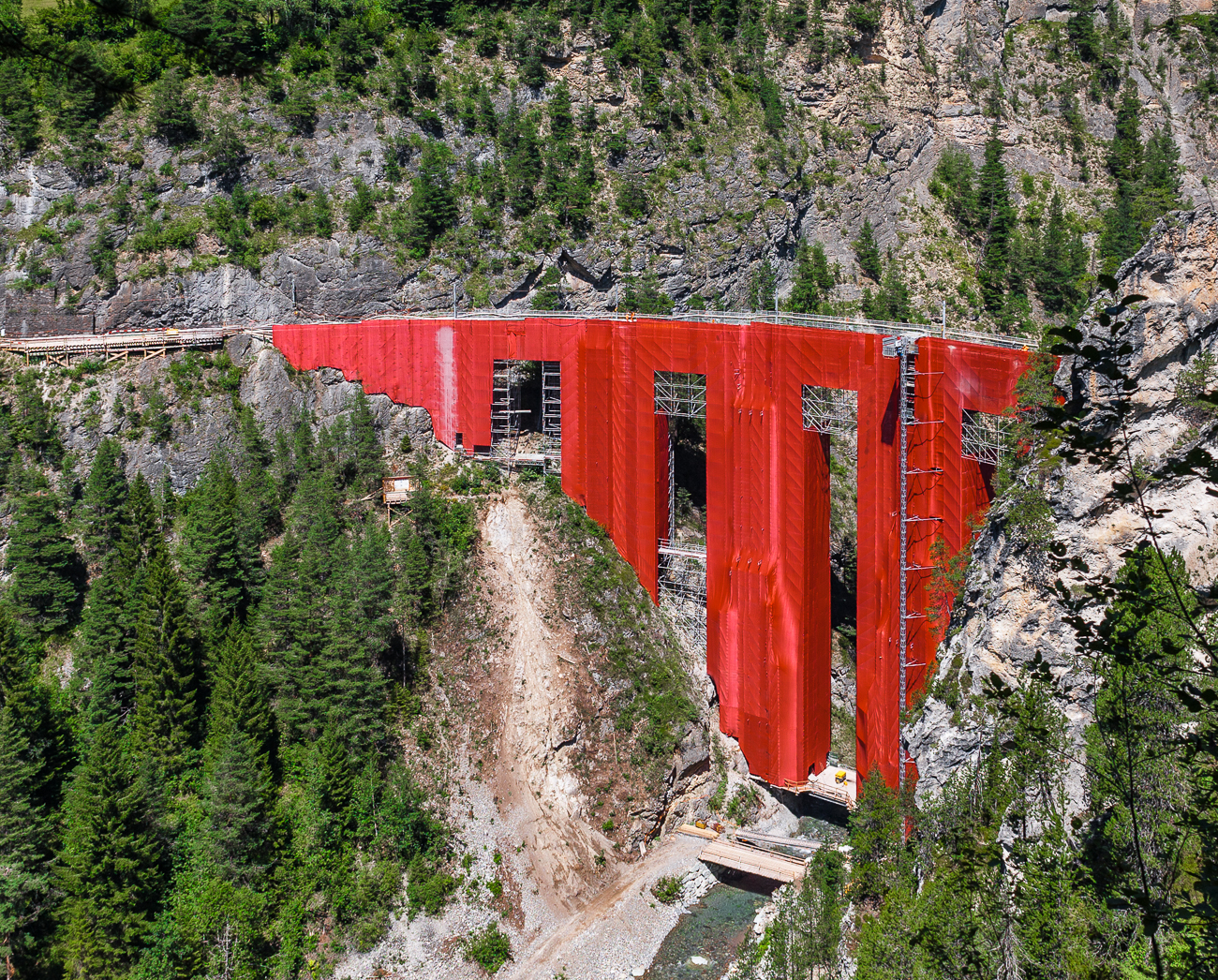
Während der Sanierung, Sommer 2009
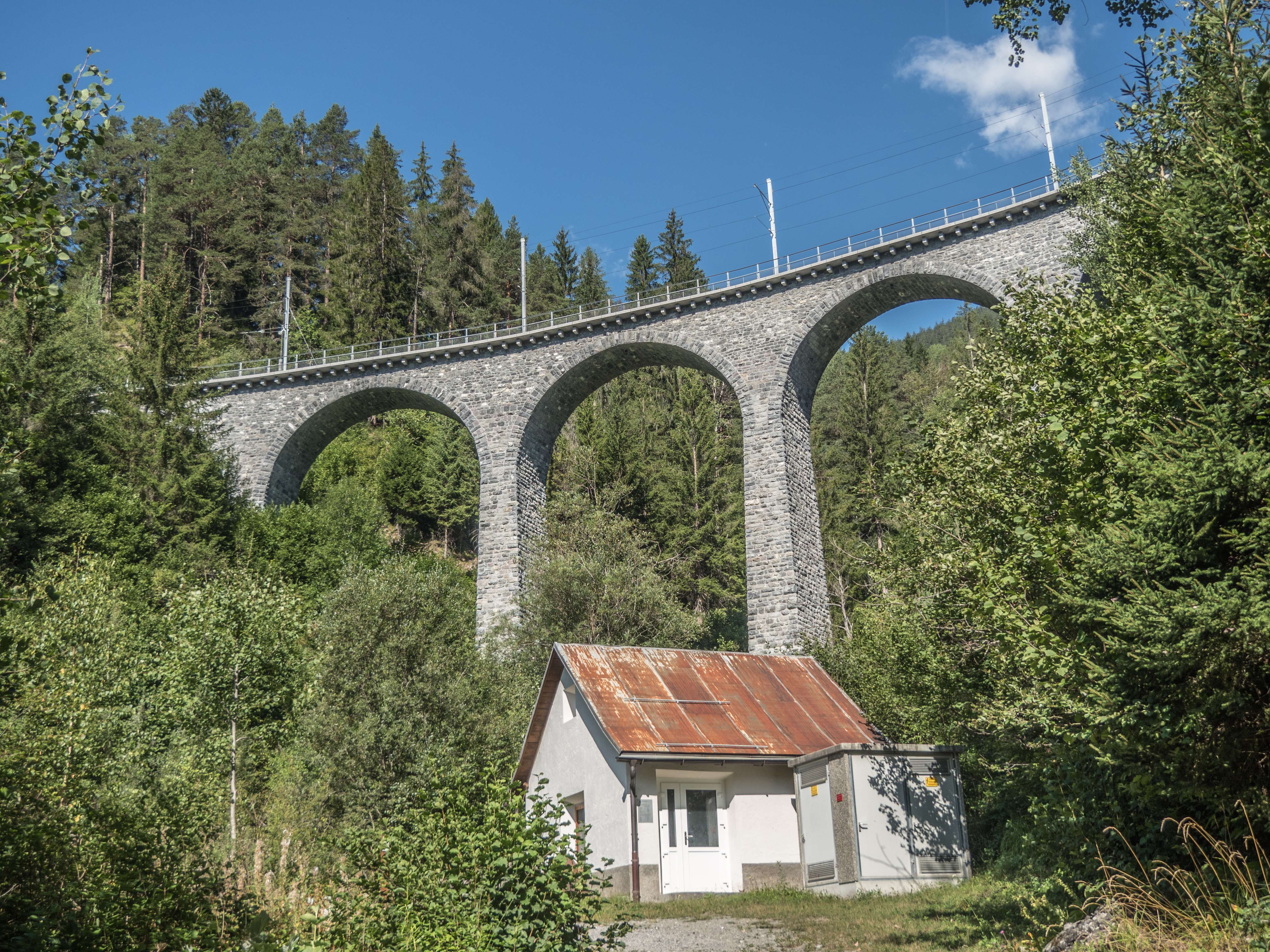
Schmittentobelviadukt mit Kleinkraftwerk Schmelze Maschinenhaus
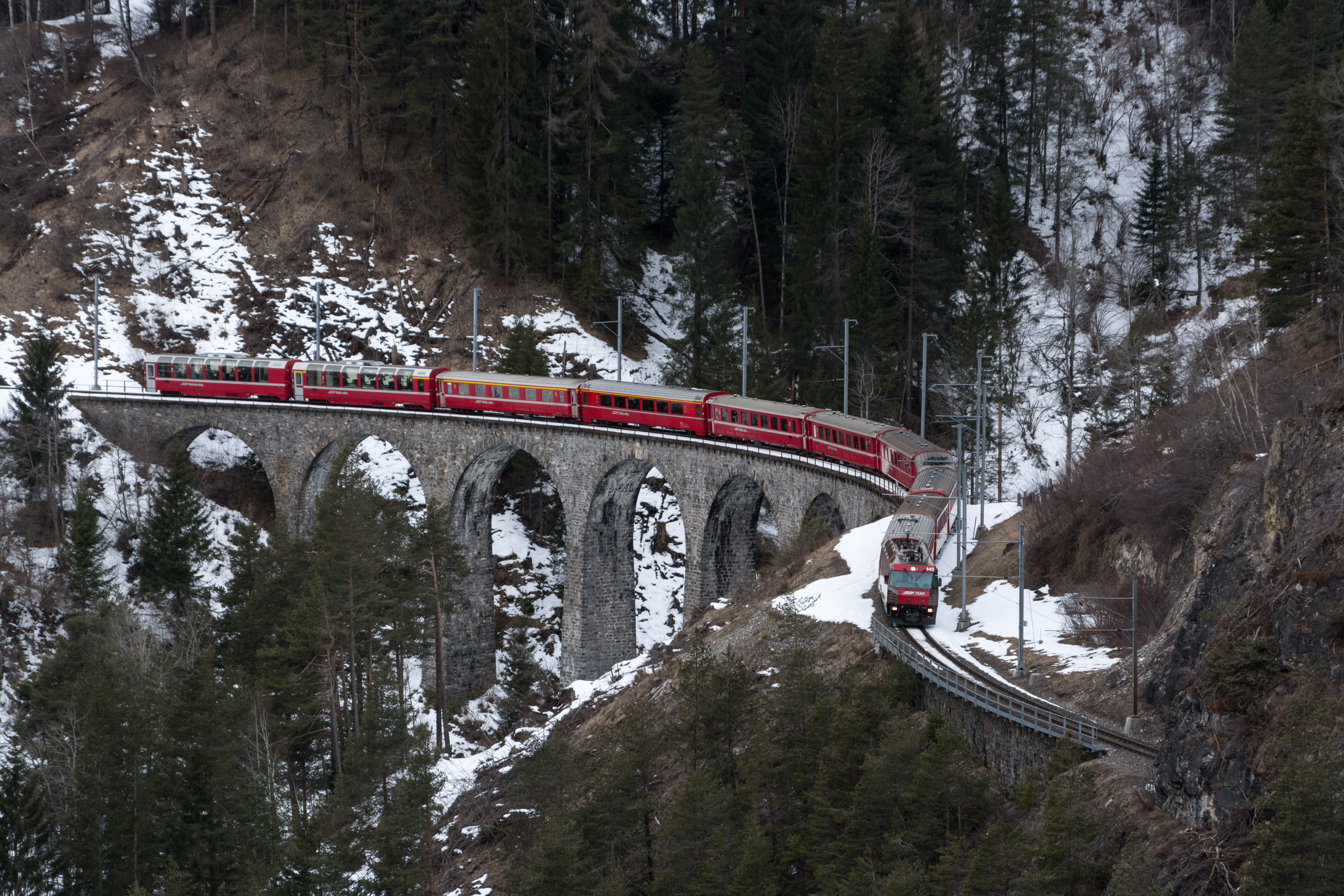
Schmittentobelviadukt vom Felsen über dem Landwassertunnel aus gesehen
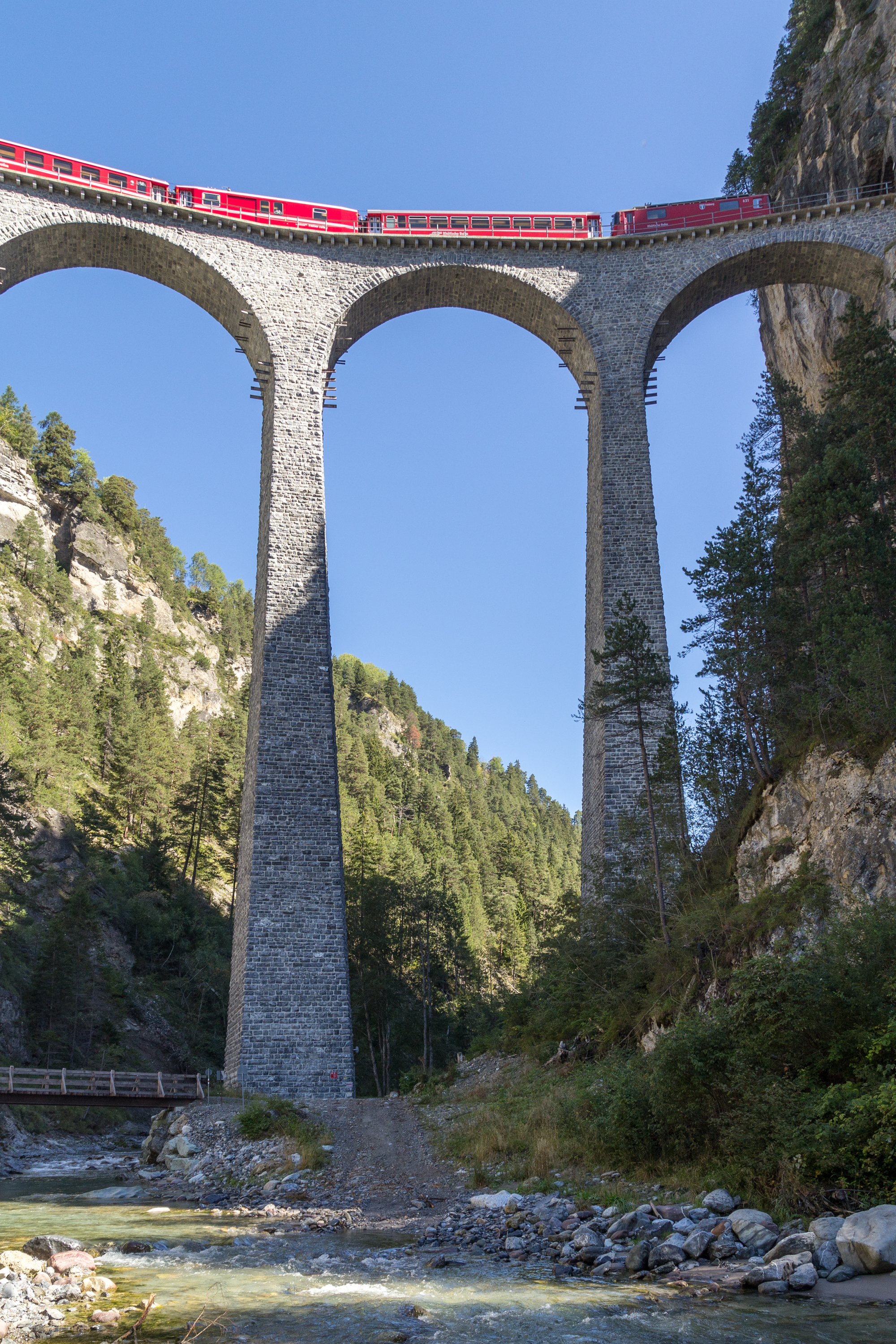
Landwasser und Landwasserviadukt (2011)
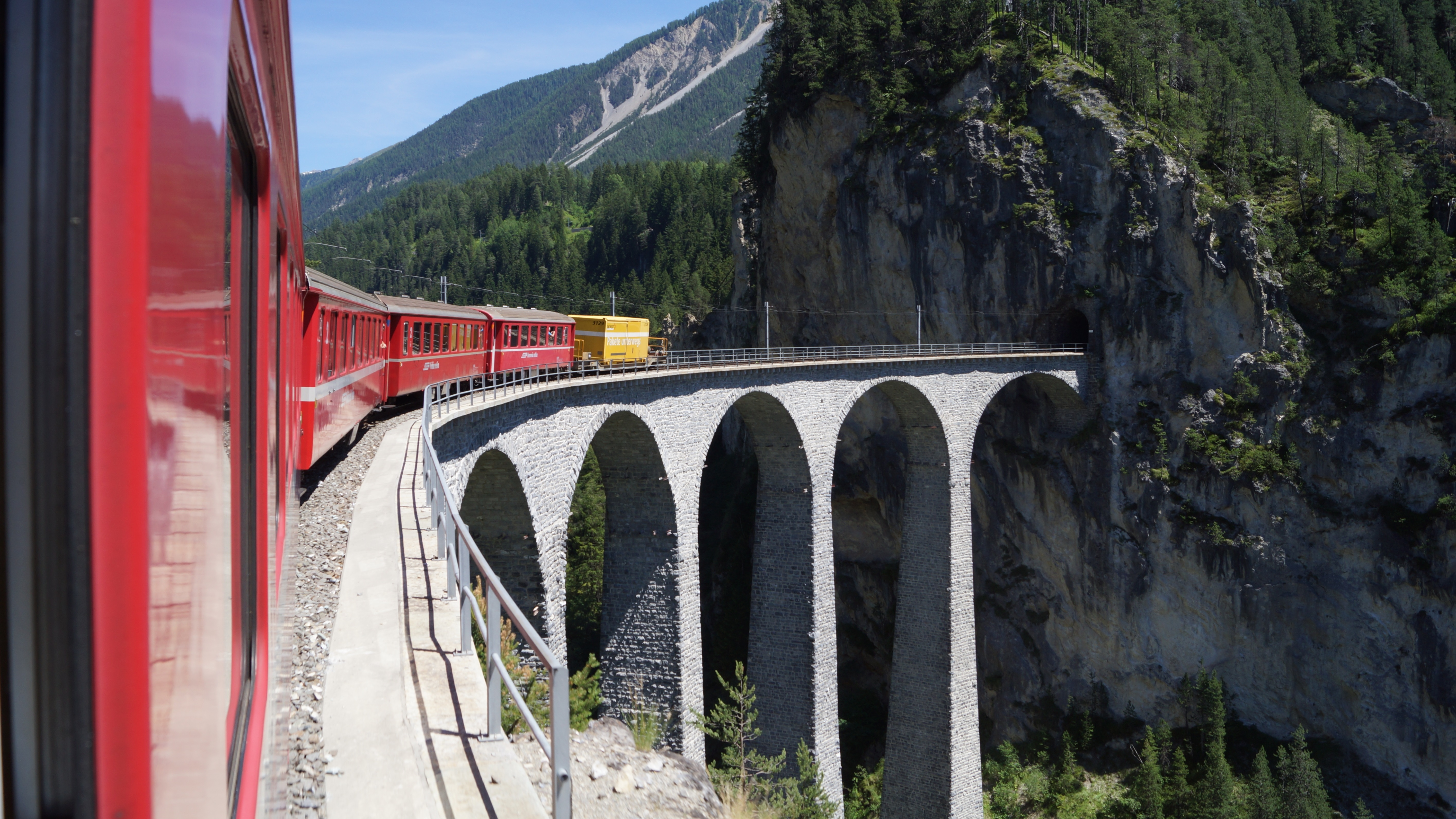
Blick aus dem Zug auf Viadukt und Tunneleinfahrt (Sommer 2016)